# Congreso de Cultura Catalana
El Congreso de Cultura Catalana (en catalán: Congrés de Cultura Catalana, abreviado como CCC) fue un conjunto de actividades organizadas por el Colegio de Abogados de Barcelona encaminadas al estudio y difusión de la cultura catalana, desarrolladas entre 1975 y 1977.
El objetivo era promocionar la cultura catalana mediante diversas propuestas de futuro, que se concretaron en un conjunto de veintitrés ámbitos de estudio, desarrollados por expertos en diversos ámbitos de la cultura catalana. Bajo la presidencia de Jordi Rubió i Balaguer, una comisión viajó durante el transcurso del año 1976 por toda la geografía de los llamados Países Catalanes (Cataluña, Valencia, Baleares, Andorra y Rosellón), recopilando información y propuestas que fueron compiladas en tres volúmenes. En total participaron 12 400 congresistas.
Entre otras actuaciones, el congreso manifestó la conveniencia de salvaguardar aspectos como el patrimonio natural y la identificación del territorio, el uso oficial del idioma catalán, la revitalización de la cultura y el folklore popular, y el mantenimiento de las instituciones catalanas.
Dado el éxito de la iniciativa, poco después del cierre definitivo de la campaña el 27 de noviembre de 1977, en diciembre de 1978, se acordó la constitución de una fundación encargada del mantenimiento y consolidación de la cultura catalana, llamada Fundación Congreso de Cultura Catalana (en catalán: Fundació Congrés de Cultura Catalana), patrocinada por el Colegio de Abogados de Barcelona, Acció Cultural del País Valencià y Obra Cultural Balear, además de diversos patronos electivos.